# ECW Heat Wave
Heat Wave, spesso trascritto anche come Heatwave, è stato un evento di wrestling organizzato annualmente dalla Extreme Championship Wrestling tra il 1994 e il 2000. La prima edizione fu prodotta sotto l'egida della Eastern Championship Wrestling.

## Edizioni
| Edizione        | Data           | Città       | Sede                     | Main event |
| --------------- | -------------- | ----------- | ------------------------ | --- |
| 1994 (Dettagli) | 16 luglio 1994 | Filadelfia  | ECW Arena                | The Public Enemy (Rocco Rock & Johnny Grunge) vs. Terry Funk & Dory Funk Jr. in un Barbed Wire match                                     |
| 1995 (Dettagli) | 15 luglio 1995 | Filadelfia  | ECW Arena                | The Public Enemy (Rocco Rock & Johnny Grunge) vs. The Gangstas (New Jack & Mustafa) in uno Steel Cage match                              |
| 1996 (Dettagli) | 13 luglio 1996 | Filadelfia  | ECW Arena                | The Sandman, Terry Gordy e Tommy Dreamer vs. Raven (c), Brian Lee e Stevie Richards in uno Steel Cage match                              |
| 1997 (Dettagli) | 19 luglio 1997 | Filadelfia  | ECW Arena                | Rob Van Dam, Sabu e Jerry Lawler vs. Tommy Dreamer, The Sandman e Rick Rude in uno Steel Cage match                                      |
| 1998 (Dettagli) | 2 agosto 1998  | Dayton      | Hara Arena               | Tommy Dreamer, The Sandman & Spike Dudley vs. The Dudleys (Buh Buh Ray Dudley, D-Von Dudley & Big Dick Dudley) in uno Street Fight match |
| 1999 (Dettagli) | 18 luglio 1999 | Dayton      | Hara Arena               | Rob Van Dam & Jerry Lynn vs. Impact Players (Lance Storm & Justin Credible)                                                              |
| 2000 (Dettagli) | 16 luglio 2000 | Los Angeles | Grand Olympic Auditorium | Justin Credible (c) vs. Tommy Dreamer in uno Stairway to Hell match per l'ECW World Heavyweight Championship                             |